# Cuatresia
Cuatresia ist eine Pflanzengattung aus der Familie der Nachtschattengewächse (Solanaceae). Die etwa 14 Arten sind in Mittel- und Südamerika beheimatet. Der Gattungsname ehrt den spanisch-argentinischen Mediziner und Botaniker José Cuatrecasas Arumi (1903–1996).

## Beschreibung

### Vegetative Merkmale
Cuatresia-Arten sind Sträucher oder kleine Bäume, die meist 1 bis 4, selten 0,5 bis 6 m hoch werden. Sie können unbehaart, oder aber behaart sein, manchmal ist die Behaarung nur in den Blütenkelchen zu finden. Die Trichome sind einfach, vielzellig und gelegentlich lang oder aber sehr kurz, kräftig und hakenförmig. Die Stämme verholzen nur leicht, das Mark ist nicht beständig.
Die Laubblätter treten in zwei Formen auf, sie stehen in Paaren aus je einem Blatt jeder Form. Die größere Form wird 6 bis 25 (selten bis 33) cm lang und 2,5 bis 11,5 cm breit. Die Blattspreiten sind elliptisch oder langgestreckt elliptisch, manchmal etwas sichelförmig. Nach vorn sind sie zugespitzt oder stachelspitzig. Die Basis ist schief oder keilförmig. Die Blattstiele werden 2,5 bis 10 (selten 20) cm lang oder sind kaum ausgebildet. Die kleinere Form der Blätter ist deutlich kleiner, sie werden 0,9 bis 3 cm lang und 0,65 bis 1,4 cm breit; teilweise sind sie kaum wahrnehmbar. Die Blattspreiten sind hier fast rund, leicht langgestreckt, elliptisch oder langgestreckt-elliptisch, nach vorn sind sie spitz oder etwas abgestumpft. Sie sind aufsitzend oder nahezu aufsitzend.

### Blütenstände und Blüten
Die Blüten stehen zu zweit bis zu siebt in aus den Achseln entspringenden Blütenständen. Der Blütenstandsstiel kann nicht oder nur schwach ausgebildet sein, oder aber eine bis zu 25 cm lange und schlanke Blütenstandsachse bilden. Der Kelch ist häutig oder lederig, becher- oder urnenförmig und wird meist 5 bis 9 (selten 1,3 bis 11) mm lang. Die Behaarung des Kelches variiert zwischen unbehaart, behaart bis dicht filzig behaart. Der Rand ist zur Blüte fast ganzrandig, während der Fruchtreife kann er leicht oder deutlich fünfwinklig, fünfspitzig, fünfzähnig oder fünflappig sein und wird durch die wachsende Frucht aufgetrennt. Die Krone ist 10 bis 15 (selten nur 6) mm lang, grünlich oder gelblich oder in Ausnahmefällen durch Anthocyanine gefärbt. Meist ist sie glockenförmig oder trichterförmig, kann in Ausnahmefällen auch urnenförmig sein. Der Kronsaum ist fünflappig oder fünfteilig, die Segmente sind dreieckig, langgestreckt oder breiter als lang. Sie können kürzer oder auch länger als die Kronröhre sein. Die Krone ist meist unbehaart oder nur mit wenigen Trichomen in der Höhe der Ansatzpunkte der Staubblätter versehen.
Die Staubfäden sind gleich lang, können behaart oder unbehaart sein und sind meist etwas länger als die Staubbeutel. Diese sind ventral (an der Unterseite) fixiert und 2,5 bis 3,5 (selten 1,7 bis 4,3) mm lang. Die Narbe ist kurz sattelförmig.

### Früchte und Samen
Die Früchte sind schmal birnenförmige oder eingedrückt kugelförmige, saftige Beeren, die 10 bis 15 (selten nur 7) mm im Durchmesser erreichen. Sie enthalten eine Vielzahl von Samen. Diese sind nierenförmig oder scheibenförmig, flach und 2,3 bis 2,7 mm lang. Sie enthalten eine große Menge an Endosperm und einen stark gebogenen Embryo, dessen Keimblätter kürzer sind als der restliche Embryo.

## Verbreitung und Standorte
Das Verbreitungsgebiet der Gattung reicht von Guatemala bis in das östliche Bolivien. Die Standorte liegen entweder in feuchten Wäldern des Tieflandes oder in Bergwäldern bis in Höhen von 2400 m. Das Diversitätszentrum liegt in Kolumbien.

## Systematik
Innerhalb der Gattung werden etwa 17 Arten unterschieden:
- Cuatresia amistadensis D.A.Soto & A.K.Monro: Costa Rica.[2]
- Cuatresia anomala N.W.Sawyer & C.I.Orozco: Kolumbien und Ecuador.[2]
- Cuatresia colombiana Hunz.: Kolumbien und Ecuador.[2]
- Cuatresia cuneata (Standl.) Bohs: Mexiko bis nordwestliches Venezuela und nördliches Peru.[2]
- Cuatresia cuspidata (Dunal) Hunz.: Venezuela bis Ecuador.[2]
- Cuatresia exiguiflora (D’Arcy) Hunz.: Nicaragua bis Ecuador.[2]
- Cuatresia foreroi Hunz.: Kolumbien bis nördliches Ecuador.[2]
- Cuatresia fosteriana Hunz.: Peru und Bolivien.[2]
- Cuatresia garciae Hunz.: Kolumbien.[2]
- Cuatresia glomeruflorula Canal & C.I.Orozco: Sie wurde 2010 aus Kolumbien und Ecuador erstbeschrieben.[3]
- Cuatresia harlingiana Hunz.: Kolumbien und Ecuador.[2]
- Cuatresia hunzikeriana (Benítez & M.Martínez) N.W.Sawyer: Venezuela.[2]
- Cuatresia morii (D’Arcy) Sousa-Peña ex Bohs: Costa Rica bis westliches Panama.[2]
- Cuatresia physalana C.I.Orozco & W.Vargas: Kolumbien bis nordwestliches Ecuador.[2]
- Cuatresia plowmanii Hunz.: Kolumbien.[2]
- Cuatresia riparia (Kunth) Hunz.: Costa Rica bis Venezuela und Ecuador, dazu Guatemala.[2]
- Cuatresia trianae Hunz.: Nördliches Kolumbien.[2]

Die Typusart der Gattung ist Cuatresia plowmanii.

## Nachweise